# Nientology
Nientology è una trasmissione televisiva andata in onda su Deejay TV dal 12 gennaio 2010, condotta da La Pina e Diego Passoni.
Il programma era registrato a Milano negli studi Cinevideo di Via Belli, già sede dei programmi di Mtv e di LA7 come Markette e Crozza Live.

## Storia
Il programma fu trasmesso tre volte la settimana alle 23:30, più una quarta puntata dedicata al "meglio" della settimana (trasmessa il venerdì) e una quinta puntata dedicata al "peggio di" (trasmessa il lunedì).
Lo show rappresentava una specie di versione televisiva di Pinocchio, trasmissione radiofonica trasmessa da Radio Deejay e sempre condotta da La Pina e Passoni. Pubblicizzato come "il primo programma basato sul nulla" era strutturato come un quiz, in cui due squadre capitanate da un personaggio dello spettacolo si sfidavano con domande e prove, benché non fosse previsto alcun premio per la squadra vincente.
Nella prima stagione gli ospiti fissi erano i comici Alessandro Fullin e Paolo Labati. Nella seconda l'unico ospite fisso fu Fullin che nella terza stagione passa al ruolo di giudice. Andres Diamond, un campione di Wrestling, partecipò nelle vesti di "valletto".
Tra gli ospiti della trasmissione vi furono Alba Parietti, i Club Dogo, Alessandra Amoroso, Fabio Canino, Loredana Errore, Maria Giovanna Elmi.
L'ultima puntata della seconda stagione, andata in onda il 1º aprile 2010, fu una puntata speciale dedicata ad alcuni dei protagonisti di Radio Deejay: Linus, Platinette e Federico Russo.
Nella terza stagione il premio per i vincitori era il Golden Pig, un salvadanaio a forma di maialino reperibile nei negozi di gadget cinesi. Il golden pig apparve in un articolo di Vanity Fair come un "must have" citato come il maialino di Nientology.

## Crediti
- Un programma scritto da: Lucio Wilson, Federico Giunta, Carmelo La Rocca con La Pina e Diego.
- Regia: Massimiliano Pastore.
- Produttore Esecutivo: Deejay TV e Federica Sala.
- Produttore Esecutivo: Neo Network e Gianluca Ferretti.